# Habrotrocha visa
Habrotrocha visa är en hjuldjursart som beskrevs av Donner 1954. Habrotrocha visa ingår i släktet Habrotrocha och familjen Habrotrochidae. Inga underarter finns listade i Catalogue of Life.